# 三嶋時人
三嶋 時人(みしま ときと、1993年11月19日 - ）は、日本の男性歌手、ファッションモデル、俳優である。

## 来歴
- 読者モデル。Popteenなどに掲載される。東京ガールズコレクション、ガールズアワード、関西コレクション、超十代などに出演。
- 2015年2月20日にZOLAの新メンバーとしてアーティスト活動を開始。読み方はゾラ。なのっくす。（宮崎湧）、時人、まうい、DJ2Gの4人からなる1DJ3ボーカルのグループ。（2017年12月活動休止）
- 近年は俳優としても活動。
- ニコニコ動画にて、「時人とカンパイ！」という隔週月曜放送の番組を持つ。

## 出演

### テレビ
ラストキス〜最後にキスするデート （TBS、2016年2月9日）
幸せ追求バラエティ 金曜日の聞きたい女たち（フジテレビ、2016年4月 - 8月）

### テレビドラマ
- 水球ヤンキース（フジテレビ、2014年7月12日 - 9月20日 毎週土曜日23:10 - 23:55 ）
- 地味にスゴイ！校閲ガール・河野悦子（日本テレビ、2016年10月5日 - 12月7日 毎週水曜日22:00 - 23:00 ）　- 菊池舜 （きくち　しゅん）役
- 人狼ゲームロストエデン（テレビ埼玉など全国8局、2018年1月16日 - 3月 ） - 馬渡 聖弥（まわたり せいや）役
- GARO -VERSUS ROAD- (2020年4月2日、TOKYO MIX) - 南雲太輔 （なぐも だいすけ）役

### 映画
- お江戸のキャンディー2 （2017年） 金魚役
- 人狼ゲームインフェルノ （2018年4月7日公開） - 馬渡 聖弥（まわたり せいや）役

### 舞台・ミュージカル
- Nostalgic Wonderland♪〜song & dance show〜 （2018年2月16日〜18日 恵比寿ザ・ガーデンホール ）
- MEMORY BOYS～想い出を売る店〜 （2018年 サンリオピューロランド） - グリッサ役
- Nostalgic Wonderland♪〜song & dance show〜 （2019年1月11日〜14日 恵比寿ザ・ガーデンホール ）
- 「夕-ゆう-」（2019年8月7日～18日）シアターサンモール）
- 『岸和田少年愚連隊〜あの頃のハートは今もある〜（2020年 秋の陣）』-宍戸龍役(2020年11月14日～11月23日)スペース・ゼロ
- 舞台『弱虫ペダル』SPARE BIKE篇～Heroes!!〜-荒北靖友役サンケイホールブリーゼ2021年3月19日～3月21日日本青年館2021年3月26日～3月28日

### ミュージックビデオ
- Chu-z 「まだ君が好きで」
- Jump up Joy  「君へのメロディー」

### ファッションショー・イベント
- TOXIC GIRLS FILE 2018（2018年9月16日 、MALera岐阜）

- 東京ガールズコレクション

- ガールズアワード

- 関西コレクション

| スタブアイコン | サブスタブ | この項目は、まだ閲覧者の調べものの参照としては役立たない、ファッションに関連した人物の書きかけの項目です。この項目を加筆・訂正などしてくださる協力者を求めています（P:ファッション）。 |